# Cornelis Norbertus Gijsbrechts

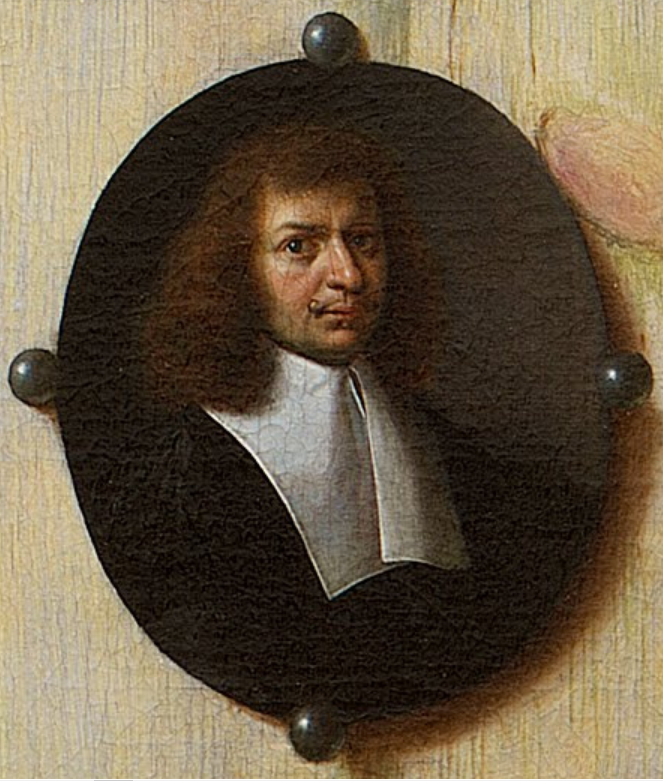
Selbstporträt, Detail aus Ein Kabinett im Atelier des Künstlers

Cornelis Norbertus Gijsbrechts (auch Gysbrechts; * um 1625/1629; † nach 1675) war ein flämischer Maler von Stillleben, vor allem Vanitas-Stillleben und Trompe-l’œils. Er arbeitete in der zweiten Hälfte des siebzehnten Jahrhunderts in den spanischen Niederlanden, Deutschland, Dänemark und Schweden. Er war als Hofmaler in Kopenhagen tätig. Er spezialisierte sich auf Trompe-l’œil, ein Stillleben-Genre, das mit illusionistischen Mitteln den Anschein erzeugt, dass es sich bei der gemalten, zweidimensionalen Komposition tatsächlich um ein dreidimensionales, reales Objekt handelt.

## Leben

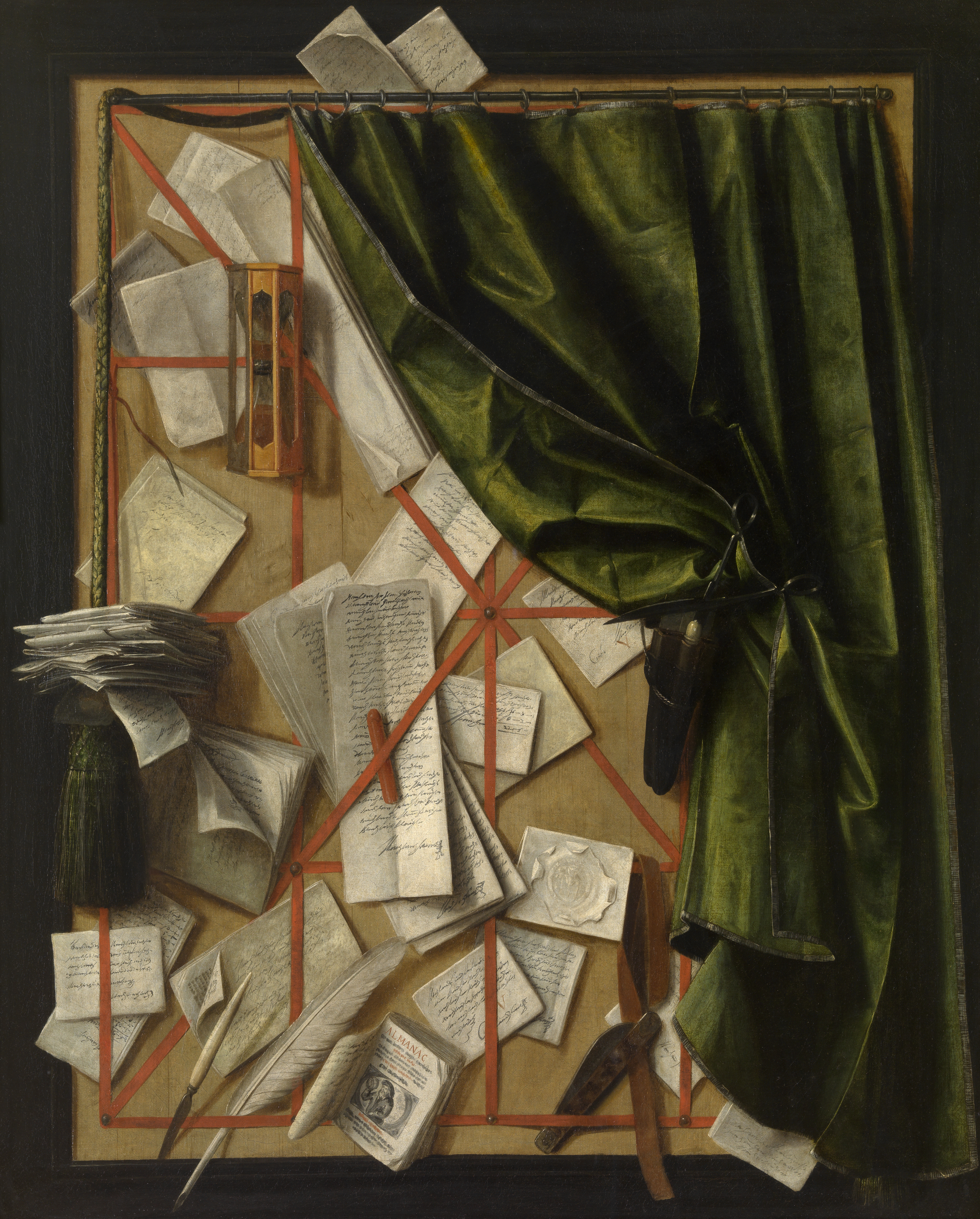
Steckbrett mit Sanduhr, Rasiermesser und Schere

Über Gijsbrechts Leben gibt es nur wenige gesicherte Daten, weder sein Geburtsjahr noch der Geburtsort sind bekannt. Es wird angenommen, dass er irgendwann zwischen 1625 und 1629 in Antwerpen geboren wurde. Er heiratete Anna Moons am 26. April 1648 in der St. Jakobskirche, Antwerpen. Ihr ältester Sohn Franciscus wurde in der gleichen Kirche am 25. Februar 1649 getauft.  Franciscus wurde ein Maler, der in Stil und Thematik seinem Vater folgte.
Am 16. November 1659 wurde Cornelis Gijsbrechts als Mitglied der Sodalität der unverheirateten Männer im Alter ('Sodaliteit van de bejaerde jongmans') aufgenommen. Zwischen dem 18. September 1659 und dem 18. September 1660 wurde er als 'wijnmeester' (d. h. Sohn eines Meisters) in der Lukasgilde in Antwerpen registriert. Das erste von ihm datierte Gemälde stammt aus dem Jahr 1659.
Er ist 1664 in Regensburg und 1665 bis 1668 in Hamburg nachgewiesen.  Es wird vermutet, dass er in Hamburg in Kontakt mit dem dortigen Maler Georg Hinz stand, der Verbindungen zum dänischen Hof hatte.  Dies mag zu einer Einführung geführt haben, denn von 1668 bis 1672 war er als Hofmaler in Kopenhagen tätig. Er hatte ein Atelier im Kongens Have Park von Rosenborg Slot.  Seine fruchtbarste Zeit als Maler fällt in die kurze Epoche seines Aufenthalts am Hof der dänischen Könige Frederik III. und Christian V. zwischen 1668 und 1672, aus der der größte Teil seines heute bekannten künstlerischen Werks stammt.
Im Jahr 1672 zog er nach Stockholm. In 1675 ist er in Breslau (Wrocław) verzeichnet. Ab diesem Zeitpunkt verliert sich seine Spur, Sterbetag und Sterbeort sind nicht bekannt.

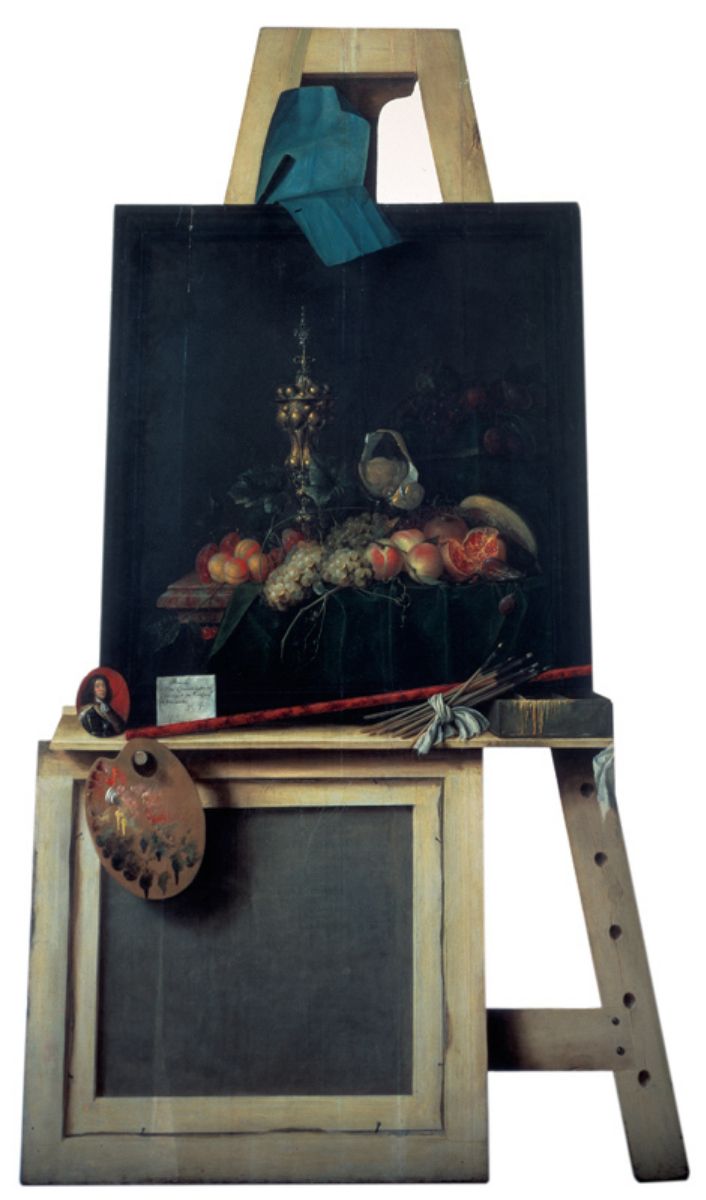
Staffelei mit Früchtestillleben

## Schaffen
Cornelis Norbertus Gijsbrechts war ein Maler von Stillleben. Der Großteil seiner Werke besteht aus Vanitas-Stillleben und Trompe-l’œils.  Die von Gijsbrechts auf seinen Stillleben präzise dargestellten Gegenstände sind zum Teil heute noch in dänischen Museen zu besichtigen. Wegen seiner genauen Erfassung von Alltagsgegenständen, von kunsthandwerklichen Stücken, Musikinstrumenten, wissenschaftlichen Instrumenten, Waffen oder anderem Jagdgerät seiner Zeit sind seine Bilder eine wertvolle Quelle für Historiker.

### Trompe-l’œil
Gijsbrechts hatte sich als Maler auf die im 17. Jahrhundert außerordentlich beliebten Trompe-l’œil spezialisiert und es in diesem Genre zur Perfektion gebracht. Seine Motive sind beispielsweise die damals beliebten Steckbretter mit allerlei Schriftstücken, Zeitungsblättern oder Alltagsgegenständen, Frühstücksstillleben, Vanitas-Stillleben, Kabinettschränkchen mit allerlei Raritäten und kostbaren kunsthandwerklichen Gegenständen oder seltenen Muscheln und Mineralien. Vor allem für den kunstliebenden König Frederik III. entstand eine Reihe dieser Kunstkammer-Inventare. Für den Nachfolger des Königs, Christian V., der weniger die Kunst als die Jagd liebte, malte Gijsbrechts verschiedene Jagdstillleben und zwei Bilder mit den Ausrüstungsgegenständen für die Hetzjagd und für die Falkenjagd.

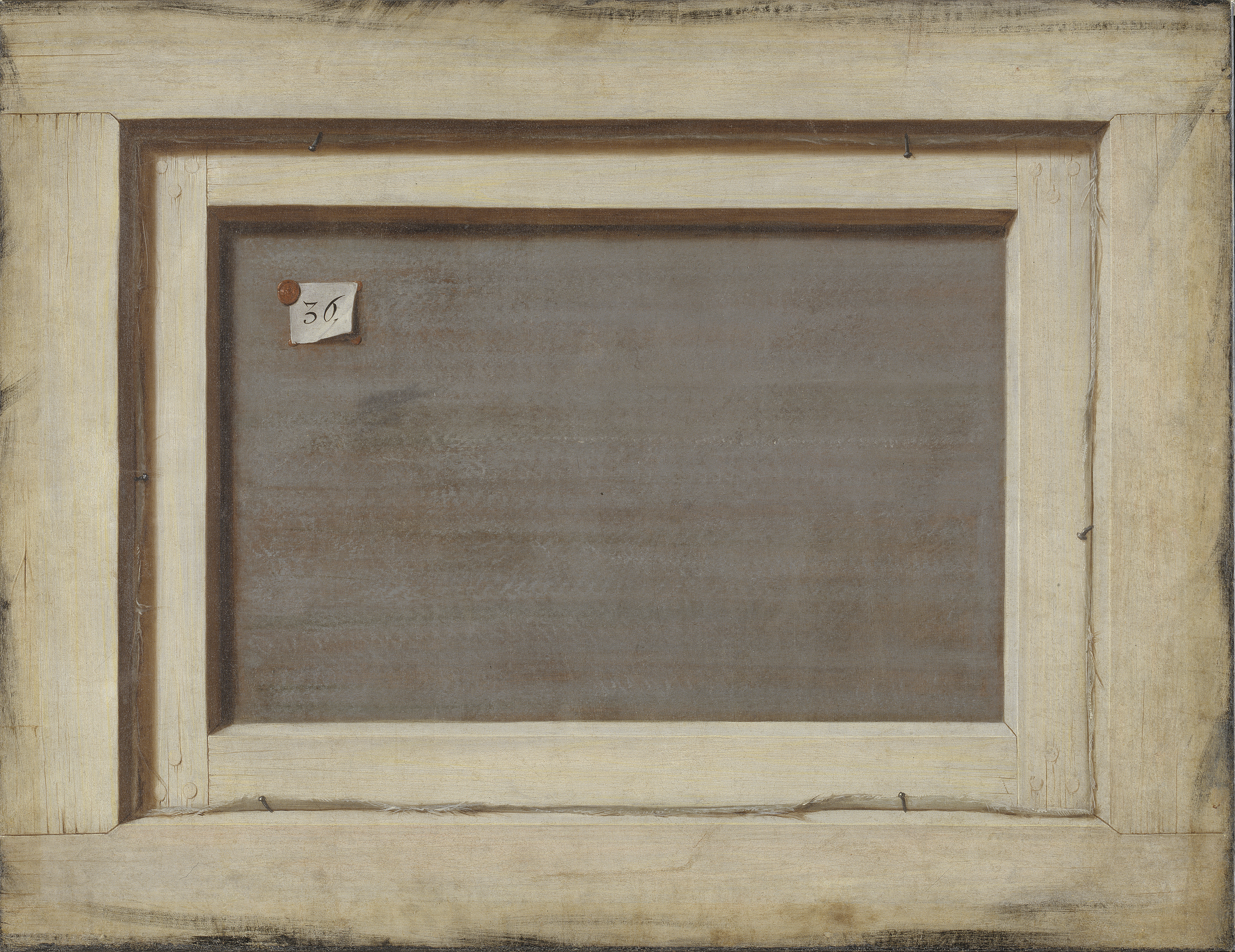
Rückseite eines Gemäldes (1670)

Ein von ihm gern benutztes Mittel, den Betrachter zu täuschen, sind Vorhänge, mit denen einzelne seiner Bilder teilweise verhüllt sind. Gijsbrechts spielt hier mit der im 17. Jahrhundert üblichen Vorgangsweise, kostbare Bilder mit einem Vorhang zu schützen. Vielleicht wollte er auch auf die Geschichte des Malers Zeuxis anspielen, der durch seine Malkunst die Vögel täuschen konnte, selbst aber durch den gemalten Vorhang seines Konkurrenten Parrhasius getäuscht wurde.
Ein besonders skurriles Beispiel seiner Trompe-l’œil-Malerei ist ein 2,25 m hohes und an seiner breitesten Stelle 1,23 m breites Bild Staffelei mit Früchtestillleben. Es hat die Kontur einer aus Holz ausgesägten Staffelei, an der drei Bilder lehnen und allerlei Dinge befestigt sind. Auf der Staffelei steht ein Früchtestillleben, über dessen oberen Rand ein aufgefalteter Brief hängt. Vor dieses Bild malte er verschiedene Malutensilien, unter anderem einen Malstock, der ursprünglich weit in den Raum ragte und einen Haken, an dem die Palette baumelt. Vor dem Bild lehnt ein kleines ovales Bildchen mit dem Porträt seines Mäzens Christian V. Neben dem Porträt klebt ein Zettel mit der Signatur des Malers. Auf dem Boden steht ein weiteres Bild, das an ein Bein der Palette angelehnt ist. Von diesem Bild sieht man nur die Rückseite.

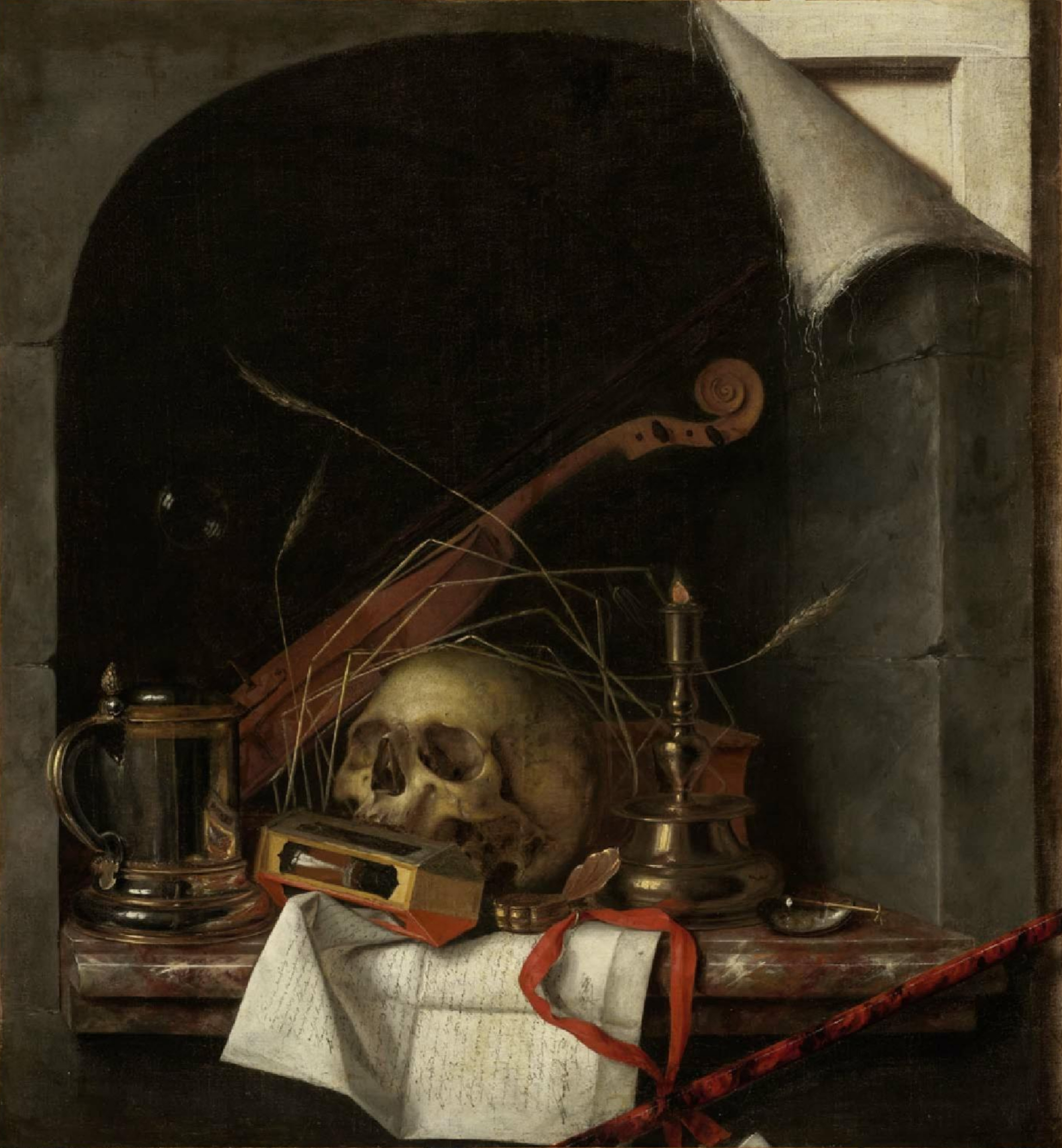
Vanitas-Stillleben mit einem Totenkopf

Das Motiv Rückseite eines gerahmten Gemäldes malte er ein weiteres Mal. Auf der Recto-Seite des Bildes sieht man (jeweils gemalt) einen Rahmen, einen weiteren Rahmen, mit dem die Leinwand gespannt wurde, Nägelchen, die den Spannrahmen fixieren und einen kleinen Zettel mit einer Inventarnummer. Das Bild selbst ist ungerahmt, seine Rückseite ist die übliche Rückseite eines Ölgemäldes.

### Vanitas
Viele der bekannten Stillleben von Gijsbrecht fallen in die Kategorie der Vanitasbilder. Diese Gattung von Stillleben bietet eine Reflexion über die Bedeutungslosigkeit des irdischen Lebens und die Vergänglichkeit aller irdischen Güter und Bestrebungen. Diese Bedeutung wird in diesen Stillleben durch die Verwendung von Bestandssymbolen vermittelt, die auf die Vergänglichkeit der Dinge und insbesondere auf die Vergeblichkeit irdischen Reichtums verweisen: ein Totenkopf, Seifenblasen, Kerzen, leere Gläser, verwelkende Blumen, Insekten, Rauch, Uhren, Spiegel, Bücher, Sanduhren und Musikinstrumente, verschiedene teure oder exklusive Gegenstände wie Schmuck und seltene Muscheln. Der Begriff Vanitas ist abgeleitet von der berühmten Zeile Vanitas vanitatum, et omnia Vanitas, aus dem Buch Prediger in der Bibel, die in der King James Version mit „Eitelkeit der Eitelkeiten, alles ist eitel“ übersetzt wird.
Die Weltsicht hinter den Vanitas-Gemälden war ein christliches Verständnis der Welt als ein vorübergehender Ort flüchtiger Freuden und Sorgen, dem die Menschheit nur durch das Opfer und die Auferstehung Christi entkommen konnte. Während die meisten dieser Symbole auf die irdische Existenz (Bücher, wissenschaftliche Instrumente etc.) und Vergnügungen (eine Pfeife) oder die Vergänglichkeit von Leben und Tod (Totenköpfe, Seifenblasen, leere Muscheln) verweisen, tragen einige der in den Vanitas-Gemälden verwendeten Symbole eine doppelte Bedeutung: Eine Rose oder ein Getreidehalm verweist ebenso auf die Kürze des Lebens wie sie ein Symbol für die Auferstehung Christi und damit das ewige Leben ist.

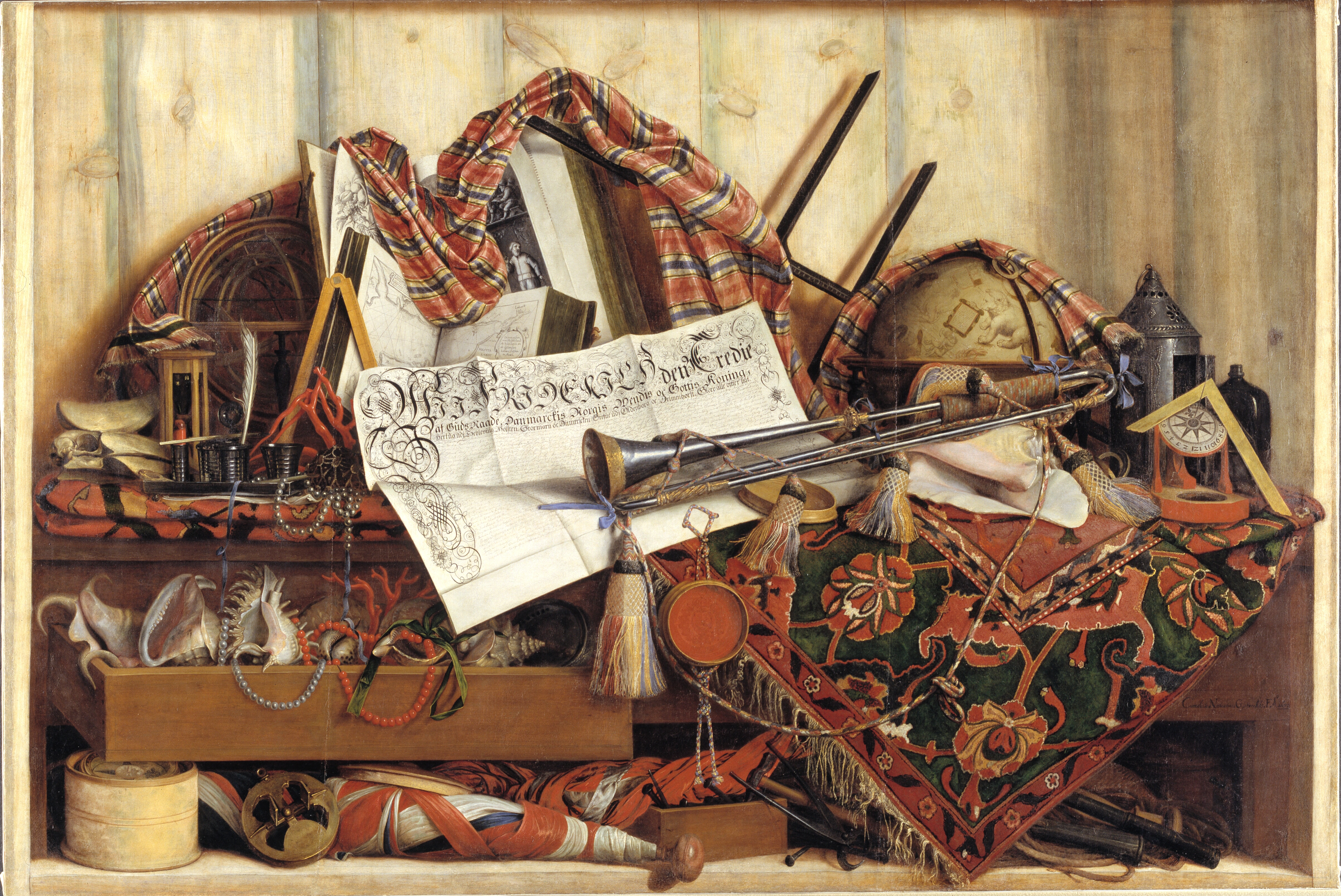
Trompe l'Oeil mit Trompete, Himmelsglobus und Proklamation von Frederik III.

Im Vanitas-Stillleben mit einem Totenkopf (Museum of Fine Arts, Boston) präsentiert Gijsbrechts ein virtuelles Inventar von Symbolen der Vergänglichkeit aus dem siebzehnten Jahrhundert: den Totenkopf, die Sanduhr, die Kerze, die Seifenblase und die Musik – repräsentiert durch die Geige. Indem er die obere rechte Ecke der Leinwand so malte, als ob sie sich von ihrem Träger gelöst hätte, demonstrierte er, dass selbst die Leinwand des Gemäldes (und damit der Ruhm des Malers) dem unbarmherzigen Fortschreiten der Zeit und ihrer zerstörerischen Kraft nicht standhalten kann. Auf diese Weise verschmolz der Künstler seine bewährte Trompe-l'oeil-Technik mit dem Vanitas-Sujet.
In einem Gemäldepaar im Statens Museum for Kunst demonstrierte Gijsbrecht seinen Erfindungsreichtum bei der Darstellung des bewährten Vanitas-Sujets auf eine neuartige und oft rätselhafte Weise. Das erste, datiert 1670, zeigt die Proklamation des verstorbenen Königs Frederik III. auf einem Teppich ausgebreitet, wobei eine Trompete quer über dem Blatt liegt. Ein Himmelsglobus mit den Sternbildern und Tierkreiszeichen symbolisiert die Welt und eine geöffnete Schublade offenbart ihre exotischen Reichtümer. Doch es gibt auch eine Kehrseite dieser Feier des Königs und seiner Herrschaft. Alle Gegenstände sind durcheinander geworfen – als wären gerade Schränke geleert worden und eine Entrümpelung der Schatzkammern des verstorbenen Königs im Gange.

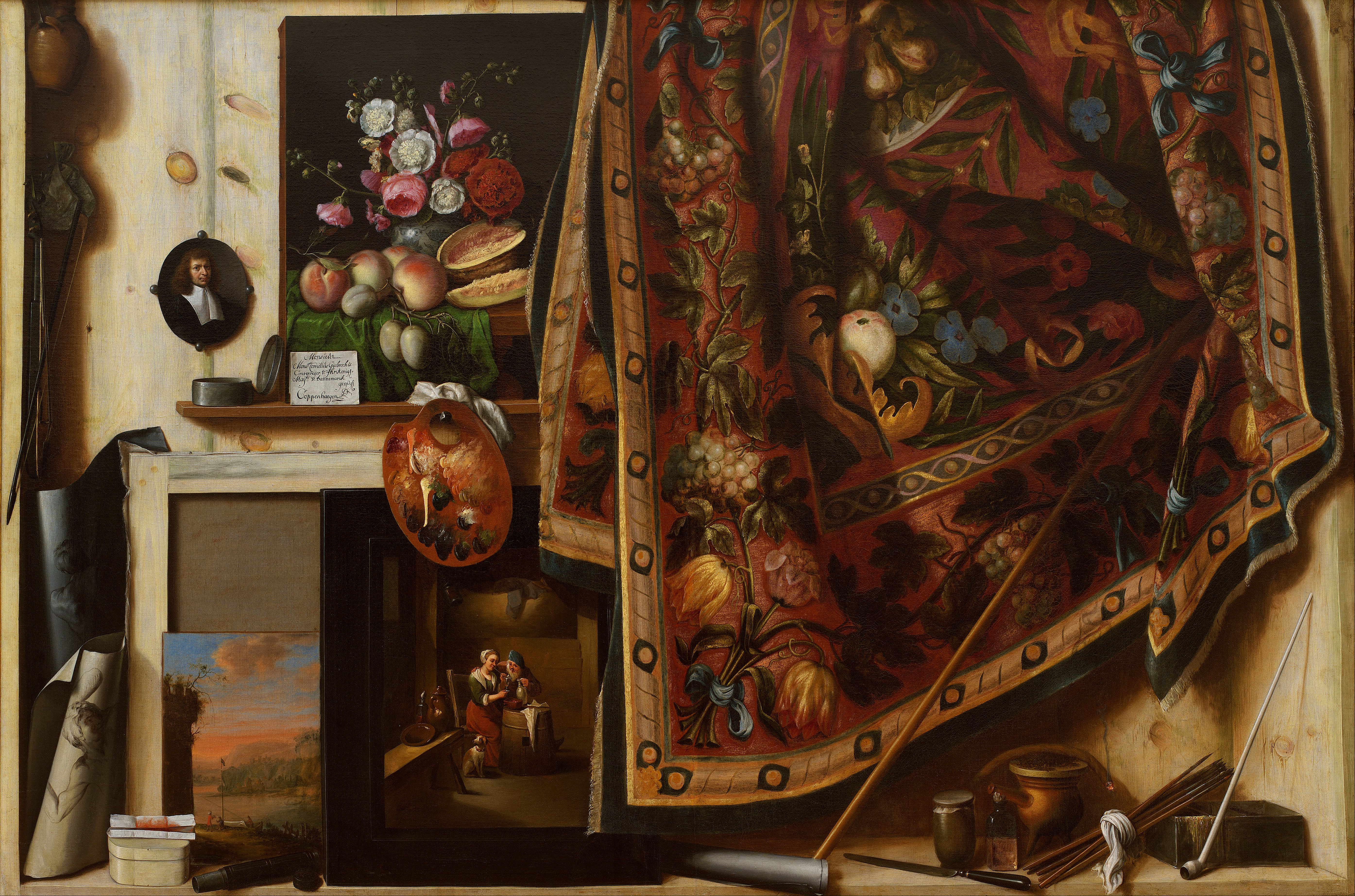
Ein Kabinett im Atelier des Künstlers

Das Begleitbild zeigt das Atelier des Malers. Eine große Tischdecke, von der man weiß, dass sie Frederik III. gehört haben könnte, hängt über einigen Werkzeugen des Malers – einem Bündel Pinsel, seinem Spachtel, seinem Malstock und seiner holländischen Pfeife. Auf der linken Seite erzählen drei Bilder im Bild jeweils eine Geschichte. An die Wand gekippt auf einem Regal, deutet ein Stillleben mit Blumen und Früchten auf die Vergänglichkeit aller Dinge dieser Welt hin. Ein Selbstporträt des Künstlers starrt den Betrachter mit intensiven, leuchtenden Augen an und macht den Maler zum Beobachter des Ganzen. Darunter legt ein älterer Mann seine Hand auf die Schulter einer Hausfrau, während sie sich eine Pfeife anzündet – ein Symbol des Lebens, das wie Rauch vergeht. Links daneben ist als drittes Bild eine Meereslandschaft bei Sonnenuntergang zu sehen, die den Abend des Lebens symbolisiert. Am Strand spielt sich eine Szene mit drei winzigen Figuren ab, wobei ein Boot auf dem Trockenen bedeutet, dass das Boot der Existenz zum Stillstand kommt.

## Werke

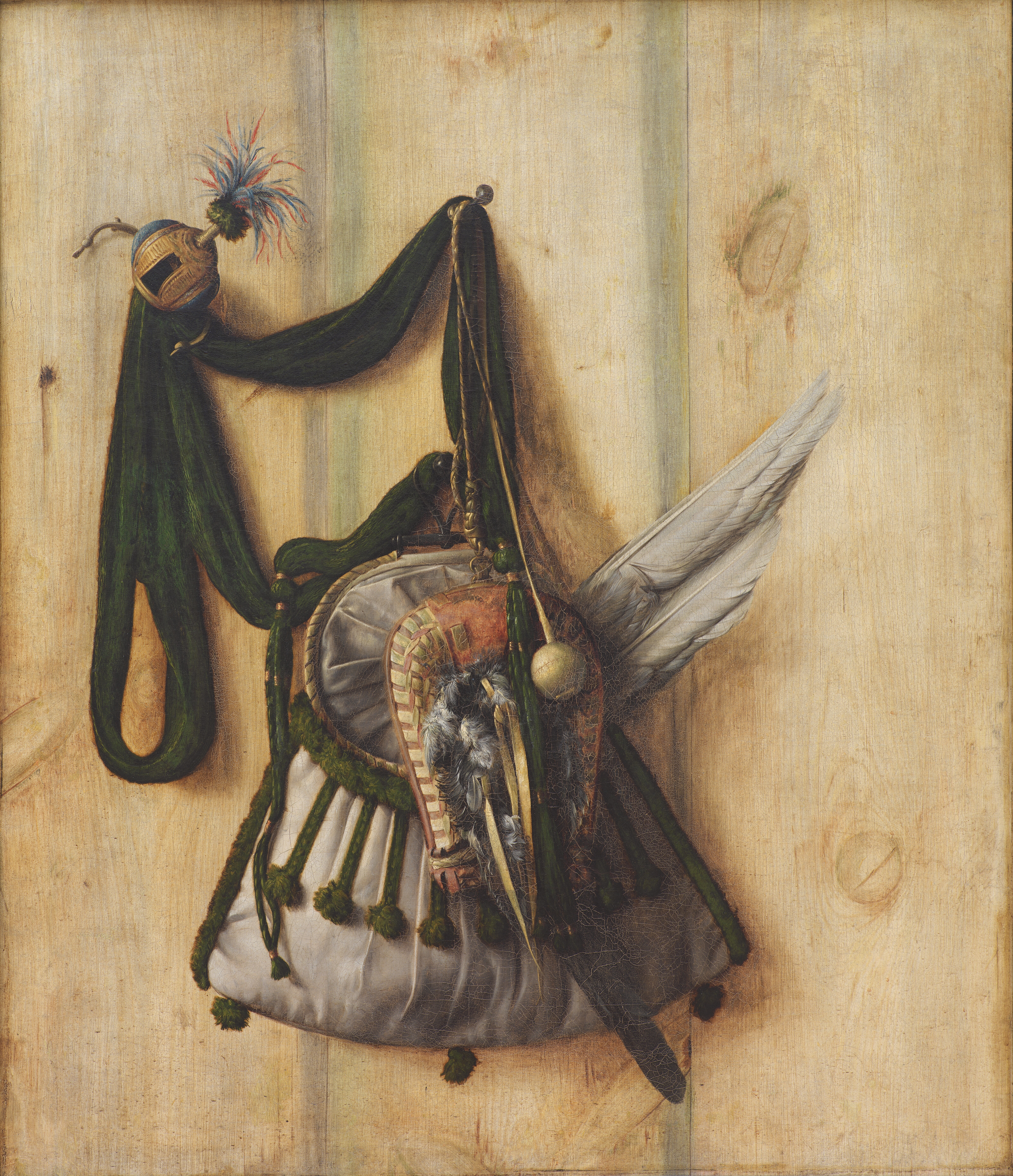
Trompe l'Oeil mit Falknertasche und anderer Ausrüstung für die Falknerei

- Quodlibet. 1675, Wallraf-Richartz-Museum, Köln
- Rückseite eines Gemäldes, um 1670, Statens Museum for Kunst, Kopenhagen
- Bild eines geöffneten Wandschranks, 1665, SØR Rusche Sammlung
- Staffelei mit Früchtestilleben, 1672, Statens Museum for Kunst, Kopenhagen
- Trompe l'Oeil mit Reitpeitsche und Briefbeutel, Statens Museum for Kunst, Kopenhagen
- Memento Mori, 1663

## Belege
1. 1 2 3 4 5 6  Cornelis Norbertus Gijsbrechts, Website der RKD – Nederlands Instituut voor Kunstgeschiedenis
2. ↑  Tom Lubbock: Gijsbrechts, Cornelius: The Reverse Side of a Painting (1670)
3. ↑  Franciscus Gijsbrechts , Website der RKD – Nederlands Instituut voor Kunstgeschiedenis
4. ↑  Cornelius Norbertus Gijsbrechts, Cut-Out Trompe l'Oeil Easel with Fruit Piece, Website des Statens Museum for Kunst
5. ↑  Cornelius Norbertus Gijsbrechts, The Reverse of a Framed Painting, 1670, Website des Statens Museum for Kunst
6. ↑  Ricasoli Corinna, The Living Dead: Ecclesiastes Through Art, Verlag Ferdinand Schöningh, 2018
7. ↑  Koozin, Kristine (1990). The Vanitas Still Lifes of Harmen Steenwyck: Metaphoric Realism. Renaissance studies. Edwin Mellen Press. S. vi-vii.
8. ↑  Cornelis Norbertus Gijsbrechts, Vanitas Still Life, Website des Museum of Fine Arts, Boston
9. 1 2  Souren Melikian, An Elusive Master of Illusion, in: International Herald Tribune, Feb. 19, 2000

| Personendaten    | Personendaten                   |
| ---------------- | ------------------------------- |
| NAME             | Gijsbrechts, Cornelis Norbertus |
| KURZBESCHREIBUNG | flämischer Maler                |
| GEBURTSDATUM     | vor 1648                        |
| STERBEDATUM      | nach 1675                       |